# The Souvenir Part II
Série
The Souvenir
(2019)
Pour plus de détails, voir Fiche technique et Distribution.
The Souvenir Part II est un  film britannique réalisé par Joanna Hogg, sorti en 2021. Il fait suite à The Souvenir, sorti en 2019.

## Fiche technique
Sauf indication contraire, les informations mentionnées dans cette section peuvent être confirmées par la base de données cinématographiques IMDb,  présente dans la section « Liens externes ».
- Titre français : The Souvenir Part II
- Réalisation et scénario : Joanna Hogg
- Décors : Polly Davenport
- Costumes : Grace Snell
- Photographie : David Raedeker
- Montage : Helle le Fevre
- Pays de production :  Royaume-Uni
- Format : couleurs
- Genre : drame
- Durée : 107 minutes
- Dates de sortie :
  - France : 8 juillet 2021 (Festival de Cannes 2021), 2 février 2022 (sortie nationale)
  - Royaume-Uni : 21 janvier 2022

## Distribution
Sauf indication contraire, les informations mentionnées dans cette section peuvent être confirmées par la base de données cinématographiques IMDb,  présente dans la section « Liens externes ».
- Honor Swinton Byrne : Julie
- Tilda Swinton : Rosalind
- Jaygann Ayeh : Marland
- Ariane Labed : Garance
- James Spencer Ashworth : William
- Inès Rau : l'actrice de Garance

## Sortie

### Accueil critique
En France, le site Allociné propose une moyenne de 4,2/5 à partir de l'interprétation des critiques de presse recensées.

## Distinction
- Festival de Cannes 2021 : sélection à la Quinzaine des réalisateurs